# 德國馬克
德国马克（德語： ⓘ，德語發音：[ˈdɔʏtʃə ˈmaʁk]，縮寫：DM）是德国在2002年欧元使用前的法定货币。英语中，通常被称为，而德国人一般叫"Mark"ⓘ或者"D-Mark"ⓘ。1948年，它首先在盟军占领下的德国发行，以替代原先的帝国马克，并在之后作为德意志联邦共和国的法定货币，直到1999年被欧元替换；它的硬币与纸币继续流通，直到2002年欧元纸币与硬币的发行為止。欧元引入后，德国马克不再是法定货币——与其他欧元区国家一样，欧元与原来的货币混合流通了两个月。在2002年2月28日以前，马克硬币和纸币继续在德国作为有效的支付形式。
德意志联邦银行保证全部的德国马克现金可以在任何联邦银行的网点进行无限期兑换。纸币甚至可以用邮件寄到银行。
1998年12月31日，欧洲中央银行（ECB）确定了欧元与马克的兑换比率，自1999年1月1日起，马克与欧元的比价固定为DM 1.95583 = €1。
1德国马克等于100芬尼。

## 1871年以前
1871年德意志统一后，马克就成为了德国的货币。在那之前，不同的邦国发行了各种不同的货币，其中大部分与联合塔勒（Vereinsthaler）挂钩, 一枚银币含{\displaystyle 16{\frac {2}{3}}} 克纯银。尽管马克基于黄金而不是白银，但马克与联合泰勒之间的汇率固定为3比1。

## 1873–1948
第一套马克发行于1873年，叫做黄金马克。随着第一次世界大战的爆发，马克取消金本位。从此，“金马克”变成闻名的纸马克，由于高通胀，以及后来的恶性通胀让马克成为名符其实的纸钱。1923年11月15日，纸马克被地租马克 (RM)替代，不久后又被国家马克(RM)在1924年取代，1 Reichsmark = 1,000,000,000,000（1923年製版的馬克）。

## 军事占领早期 1945–1947
在被占领的最初两年，占领国法国、英国、美国和苏联没能协商出货币改革方案。由于盟军各国占领区相互独立管理，货币也各不相同。美国的占领政策依照JCS 1067（1947年7月前有效）执行，它禁止美国军事管理者“采取任何措施加强德国金融结构”（"to take any steps to strengthen German financial structure"）。因此，在美占区进行单独的金融改革是不可能的。每个盟军国家都会发行自己占领区货币。

## 1948年6月的货币改革
路德维希·艾哈德于1948年6月20日星期日启用德国马克。之前的帝国马克与地租马克在工资、租金等费用上均以1比1的比率兑换为新货币，同时对于其余的私人非银行信贷余额以10比1的比率兑换，半数被冻结 。绝大多数的旧币以10帝国马克或地租马克兑换65芬尼的比率兑换。此外，每个人均得到两部分总计60马克的补贴，第一部分40马克，第二部分20马克。
艾哈德几周之后违反命令，颁布一项法令废除多项纳粹已实施，而盟军尚未废除的经济控制。他多次承认，他之所以在星期天这么做，是因为美、英、法占领当局办公室在那一天不辦公。他肯定如果那一天办公室上班，他们一定会撤销这一法令。
新货币的发行是为了使西德摆脱恶性通货膨胀的第二次浪潮，同时制止猖獗的易货贸易和黑市交易（当时美国香烟也在充当货币的角色）。尽管新货币最初只在柏林以外的西部占领区投放，这一举动仍然激怒了苏联当局，把它视作威胁。苏联迅速切断所有与英法美三国占领区与西柏林的公路、铁路、运河连接，开始柏林封锁。作为对策，美国和英国开始空运食品和煤炭，同时在西柏林也发行新货币。

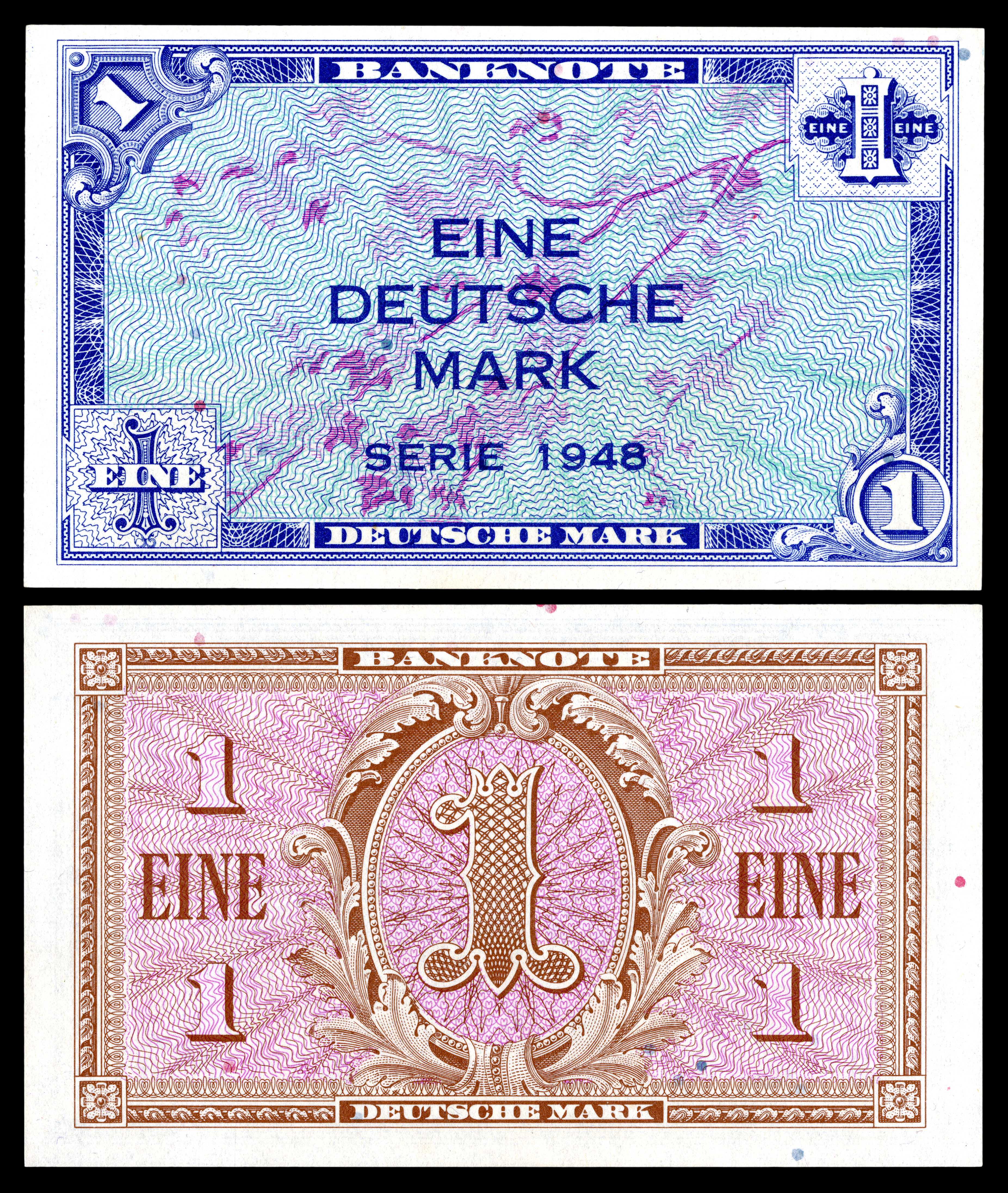
於盟軍佔領期間所發行的1948年版1馬克鈔票

### 1948年的货币改革
20世纪30年代以来，物价和工资已经得到了控制，但现金仍然过剩。这意味着人们积攒了大量的票据资产，而官方的物价与工资并没有反映客观事实，黑市主导着经济，半数的交易都是在私下进行的。货币改革使用新德国马克以新币比旧币1:10的比率取代了旧币。这削减了90%的政府与私人债务，同时也削减了私人储蓄。 价格放开，尽管物价涨幅为25%，但是公会接受15%的工资增长幅度。改革的结果是德国商品出口价格保持稳定，而出口利润与收入的飙升反过来对经济产生了影响。货币改革加上马歇尔计划美国支援的14亿美元，主要用于了投资。此外，马歇尔计划迫使德国和西欧的企业现代化他们的经营方式，顾及更广阔的市场。马歇尔计划基金使德国克服了由于制裁（于1949年停止）导致的经济迅猛发展的瓶颈，大大扩展了德国的出口市场。一夜之间，消费品出现在商店，因为它们可以以真实的价格出售，告诉德国人它们的经济已经转了个弯。

### 苏联占领区的货币改革
在德国苏占区及其继承者德意志民主共和国境内，东德马克（1948年至1964年间同样叫做“德国马克”（"Deutsche Mark"），一般也被简称为东德马克（Ostmark） ）在之后的几天发行。货币的形式是在原帝国马克与地租马克纸币上加贴邮票，用来阻止帝国马克与地租马克纸币从西德流入。1948年7月，新版东德马克纸币发行。

### 德意志国家银行与德意志联邦银行
1948年起，德意志国家银行承担中央银行的职能，在1957年改为德意志联邦银行。在其它国家的货币正在发生通货膨胀的时候，德国马克以它强大的储存价值赢得了声誉。特别是在20世纪50年代的经济奇迹，成为了德国国民自豪感的源泉，和国家的经济繁荣的支柱。20世纪90年代，民调显示多数德国人反对采用欧元；目前的民意调查显示相当的人愿意重新使用马克。

### 萨尔州的货币联盟
萨尔保护领的居民在公投中表達拒绝成为"欧洲领土"。尽管法国在公投前声称投反對票表示支持继续保持萨尔为法国保护领的状态，但事实是萨尔在1957年1月1日加入德意志联邦共和国。作为新的德国联邦州，萨尔州保留了它的货币萨尔法郎，它与法国法郎等值。1959年7月9日，德国马克取代萨尔法郎，比率为100法郎=0.8507马克。

### 两德统一
德国马克在两德统一时发挥了重要作用。1990年7月起，德国马克取代东德马克成为东德的官方货币，为1990年10月3日的统一做准备。小于4,000东德马克的部分以1:1兑换为德国马克，超出的部分按2:1进行兑换。在统一之前，每一位前往西德的东德市民都会获得人均100德国马克现金的欢迎金（Begrüßungsgeld）。德国政府与联邦银行在东德马克和西德马克兑换比率之间存在主要分歧。
法国与英国反对两德统一，试图希望苏联进行阻止。但是，在1989年末法国得到了德国就货币联盟的承诺，作为回报开始支持两德统一。

### 德国马克的稳定性
德国马克有着世界最稳定货币之一的称誉，这基于联邦银行的货币政策。 该政策相对于欧洲其他的中央银行更为“强硬”。这里所指的"强硬"与"柔和"体现在控制通胀以及政治干预上。这一政策是欧洲中央银行对欧元的的现行政策的基础。德国马克的稳定性在1993年得以显现，当时对于法国法郎和其他欧洲货币的投机行为造成了欧洲汇率机制的变化。然而应当注意，"强硬"是与其他货币相比的一个相对概念。在德国马克流通的53年中，其购买力下降了超过70%。
The percental composition of currencies of official foreign exchange reserves from 1995 to 2020.

| 美元 | 歐元 | 德國馬克 | 法國法郎 |
| 英鎊 | 日圓 | 人民幣   | 其他貨幣 |

## 硬币
第一枚德国马克硬币由德意志国家银行在1948至1949年间发行。从1950年起，“德意志联邦共和国”（Bundesrepublik Deutschland）的字样出现在硬币上。
|           | 面值   | 发行年份  | 组成                                      | 直徑     | 正面                              | 反面                |
| --------- | ------ | --------- | ----------------------------------------- | -------- | --------------------------------- | ------------------- |
|           | 1芬尼  | 1948–2001 | 1948–1949: 钢芯镀青铜 1950–2001: 钢芯镀铜 | 16.5 mm  | 面额、麦穗                        | 橄榄枝              |
|           | 2芬尼  | 1950–2001 | 1950–1968: 铜 1968–2001: 钢芯镀铜         | 19.25 mm | 面额、麦穗                        | 橄榄枝              |
|           | 5芬尼  | 1949–2001 | 钢芯镀黄铜                                | 18.5 mm  | 面额、麦穗                        | 橄榄枝              |
|           | 10芬尼 | 1949–2001 | 钢芯镀黄铜                                | 21.5 mm  | 面额、麦穗                        | 橄榄枝              |
| 50芬尼    | 50芬尼 | 1949–2001 | 銅鎳合金                                  | 20 mm    | 面額                              | 种植的橡树苗的女人  |
| 1德国马克 | 1馬克  | 1950–2001 | 銅鎳合金                                  | 23.5 mm  | 面额、橡树叶                      | 德国鹰              |
|           | 2馬克  | 1951      | 銅鎳合金                                  | 25.5 mm  | 1951: 面额、麦穗、葡萄            | 德国鹰              |
|           | 2馬克  | 1957–2001 | 銅鎳合金                                  | 26.75 mm | 1957–1971: 马克斯·普朗克          | 德国鹰              |
|           | 2馬克  | 1957–2001 | 銅鎳合金                                  | 26.75 mm | 1969–1987: 康拉德·阿登纳          | 德国鹰              |
|           | 2馬克  | 1957–2001 | 銅鎳合金                                  | 26.75 mm | 1970–1987: 特奥多尔·豪斯          | 德国鹰              |
|           | 2馬克  | 1957–2001 | 銅鎳合金                                  | 26.75 mm | 1979–2001: 库尔特·舒马赫          | 德国鹰              |
|           | 2馬克  | 1957–2001 | 銅鎳合金                                  | 26.75 mm | 1988–2001: 路德维希·艾哈德        | 德国鹰              |
|           | 2馬克  | 1957–2001 | 銅鎳合金                                  | 26.75 mm | 1990–1994: 弗朗茨·约瑟夫·施特劳斯 | 德国鹰              |
|           | 2馬克  | 1957–2001 | 銅鎳合金                                  | 26.75 mm | 1994–2001: 维利·勃兰特            | 德国鹰              |
|           | 5馬克  | 1951–2001 | 1951–1974: 62.5%銀                        | 26 mm    | 面值                              | 德国鹰              |
|           | 5馬克  | 1951–2001 | 1975–2001: 銅鎳合金                       | 26 mm    | 面值                              | 德国鹰              |
|           | 10馬克 | 1987–2001 | 1987–2001: 银                             |          | 多种                              | 德国鹰， 不同的设计 |

硬币的重量和尺寸可以在联邦银行网站的常见问答集中找到。
与其他国家（如澳大利亚）不同，德国没有尝试（或者提案建议）取消1芬尼和2芬尼的硬币。两种硬币直到2001年仍在流通，并且特别在超市中标价仍然精确到芬尼。这样精确的计价方式保持到了欧元的使用中（比如芬兰和荷兰只将价格精确到5分），所以在德国至今可以看到分币的流通。
德国发行了相当数量的5马克和10马克纪念银币。它们同样是法定流通货币，但是很少在收藏界以外被看到。

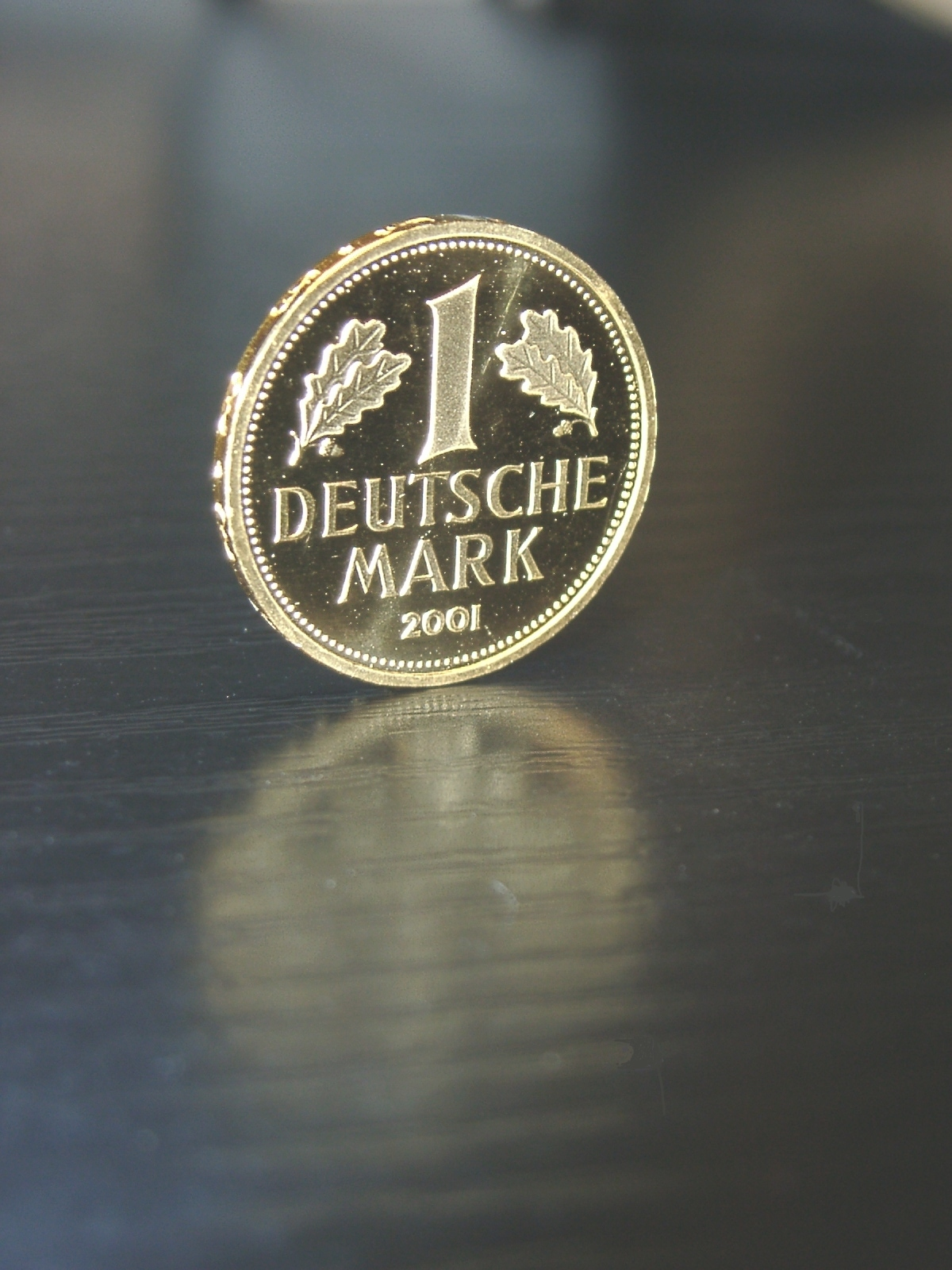
2001年发行的特别版1马克金币

2000年12月27日，德国政府颁布了一项法律，授权联邦银行在2001年发行一枚特殊的999金1马克硬币，以纪念德国马克的停用。硬币的式样与流通的铜镍1马克相同，而背面的文字则为“德意志联邦银行”（"Deutsche Bundesbank" ），而非“德意志联邦共和国”（"Bundesrepublik Deutschland"）。这用来表明联邦银行是硬币的发行部门。这枚金币的铸造量为一百万枚（五家造币厂各铸造200,000枚），并在2001年年中开始通过德国钱币经销商以银行的名义进行销售。硬币的发行价由经销商确定并不断改变，平均价格约为165美元。
德国硬币上面有一个造币厂代码，表示硬币的铸造厂家。D表示慕尼黑，F为斯图加特，G为卡尔斯鲁厄，J为汉堡。在第二次世界大战期间铸造的硬币中还包含代码A （柏林）和B（维也纳）。铸造标记A也被用于1990年德国统一之后在柏林铸造的马克硬币。这些铸造标记在德国铸造的欧元上仍然存在。
1990年7月1日（东、西德货币统一）至1991年7月1日期间，东德面额在50芬尼以上的硬币继续按面值流通，以缓解小额硬币短缺的现象。这些硬币仅在前东德领土是法定货币。

### 口语称法
在口语中，10芬尼硬币有时被叫做格罗申。相似地，"sechser"（意为“6点”）则指代5芬尼。这两种称呼均来自1871年前独立各国（特别是普鲁士）的通货名称，1格罗申等于12芬尼，因此半格罗申等于6芬尼。1871年以后，12芬尼的旧币被转换为马克的10芬尼，因此10芬尼硬币继承了格罗申这一名字，而5芬尼硬币继承了"sechser"的名字。两种用法都只在部分地区使用，在1871年之前不存在格罗申硬币的地区的人是听不懂这种说法的。特别地，"sechser"的使用更不广。在德国北部，5马克的硬币也被称为"Heiermann"（词源不明）。

## 纸币
德国马克钞票一共发行了四个版本：
- 第一版德国马克在1948年由军事占领政府发行。这套钞票的面值包括½、1、2、5、10、20、50和100马克，其中20与50马克的纸币有两种设计。
- 第二版德国马克在1948年由西方占领国政府成立的德意志国家银行发行。钞票的设计与美元和法国法郎较为相似，如同设计与印刷不同面值纸币的工作由法兰西银行和美国钞票公司共同完成。钞票的面值包括5芬尼和10芬尼，以及5、10、20、50和100马克。
- 第三版德国马克在1960年由德意志联邦银行发行，钞票采用了中性的设计，包括使用了德国油画家阿尔布雷希特·丢勒的作品，以及一些建筑图片。这一版钞票包含5、10、20、50、100、500和1000马克共7种面值。
- 第四版德国马克由德意志联邦银行发行于1990年，以更新钞票的防伪技术。钞票描绘了一些德国的艺术家与科学家，以及他们的代表作或代表物。这一版马克纸币增加了200马克的面额，以减少100马克的使用量，后者在流通纸币中的占有量达到了54%。同时增加新面值还可以填补100马克与500马克之间面额相差值过大的问题。

面值大于200马克的纸币在市面上很少见到。

### 第四版马克钞票
德国纸钞的设计在20世纪60年代、70年代和80年代均保持不变。而在这一时期, 伪钞制造技术有了很大的提高。于是在80年代末期，联邦银行决定发行一套新的德国马克纸币。新版本的纸币保留了原先各面额的颜色，但是它的设计发生了明显的改变。与此同时，200马克的新面额也在这套纸币中使用。新纸币上的人物选择了德国著名的艺术家和科学家，同时男女艺术家的数目相同。纸币正面的背景建筑物和背景图与纸币上的人物有着密切的联系（比如，出生、去世的地点以及工作的地点等；同样，里拉琴与舒曼也有着密切的联系）。纸币背面的设计也是根据正面人物生前的工作。
新的防伪特征包括：开窗安全线（带有微缩印刷的纸币面额）、水印、缩微印刷、凹版印刷（潜像文字以及用于表示纸币面额的盲文特征）、变色油墨（500与1000马克的面额）、对印图案和荧光防伪技术。
1990年10月1日100和200马克的面值的新币首先发行（尽管纸币上显示“Frankfurt am Main, 2. Januar 1989”）。之后在1991年4月16日发行了10马克，再之后是50马克，发行于1991年9月30日。 20马克发行于1992年3月20日（1991年8月2日印）。逐步发行新钞票的原因是，公众能够一次熟悉一种新的钞票，在此之后再熟悉新的一种。这次换版以1992年10月27日发行5、500和1000马克为结束。最后三种纸币因为在流通中很少使用，因而一次发行。为了进行防伪升级，联邦银行在1996年为最常用的面额（50、100与200马克）增加了更多的防伪技术。 纸币正面的中心压印上了全息图案，正面右侧增加了珠光油墨，显示纸币的面额（如同5、10和20欧元纸币的背面）,同时增加了EURion constellation在纸币的背面。除此之外，纸币的颜色变得更加柔和，以防假冒。
| 图片            | 图片             | 面值     | 折合€价值 | 规格           | 主色           | 描述                                                                         | 描述                                                           | 描述           | 日期         | 日期           | 日期           | 日期 |
| 正面            | 背面             | 面值     | 折合€价值 | 规格           | 主色           | 正面                                                                         | 背面                                                           | 水印           | 首次印刷     | 发行           | 停止发行       | 失效 |
| --------------- | ---------------- | -------- | --------- | -------------- | -------------- | ---------------------------------------------------------------------------- | -------------------------------------------------------------- | -------------- | ------------ | -------------- | -------------- | ---- |
| 5德国马克正面   | 5德国马克反面    | 5马克    | 2.56      | 122 × 62 mm    | 黄绿色         | 贝蒂娜·冯·阿尔尼姆、维佩尔斯多夫庄园与柏林历史建筑、号角（象征少年魔法号角） | 勃兰登堡门、贝蒂娜·冯·阿尼姆寄给歌德的信件手稿                 | 与肖像相同     | 1991年8月1日 | 1992年10月27日 | 2001年12月31日 | 未定 |
| 10德国马克正面  | 50德国马克反面   | 10马克   | 5.11      | 130 × 65 mm    | 蓝紫色         | 卡尔·弗里德里希·高斯、正态分布图像、哥廷根历史建筑                           | 六分仪、高斯所作汉诺威王国三角测量图                           | 与肖像相同     | 1989年1月2日 | 1991年4月16日  | 2001年12月31日 | 未定 |
| 20德国马克正面  | 20德国马克反面   | 20马克   | 10.23     | 138 × 68 mm    | 翠绿色         | 安内特·冯·德罗斯特-徽尔斯霍夫、梅尔斯堡建筑                                  | 鹅毛笔和山毛榉树、代表他的作品《犹太人的山毛榉》               | 与肖像相同     | 1991年8月1日 | 1992年3月20日  | 2001年12月31日 | 未定 |
| 50德国马克正面  | 20德国马克反面   | 50马克   | 25.56     | 146 × 71 mm    | 黄褐色         | 约翰·巴塔萨·纽曼、旧维尔茨堡建筑、建筑师用尺                                 | 维尔茨堡官邸楼梯局部、基青根一个著名十字教堂的平面图           | 与肖像相同     | 1989年1月2日 | 1991年9月30日  | 2001年12月31日 | 未定 |
| 100德国马克正面 | 100德国马克反面  | 100马克  | 51.13     | 154 × 74 mm    | 深蓝色         | 克拉拉·舒曼（根据安德烈亚斯·施托布的平板画）、莱比锡历史建筑与里拉琴         | 三角钢琴，背景为位于美因河畔法兰克福的霍赫音乐学院一幢战前建筑 | 与肖像相同     | 1989年1月2日 | 1990年10月1日  | 2001年12月31日 | 未定 |
| 200德国马克正面 | 200德国马克反面  | 200马克  | 102.26    | 162 × 77 mm    | 橘黄色         | 保罗·埃尔利希、法兰克福历史建筑、砷凡纳明结构图                              | 显微镜，简化细胞结构包围的阿斯克勒庇俄斯之杖                   | 与肖像相同     | 1989年1月2日 | 1990年10月1日  | 2001年12月31日 | 未定 |
| 500德国马克正面 | 500德国马克反面  | 500马克  | 255.65    | 170 × 80 mm    | 红紫色         | 瑪麗亞·西碧拉·梅里安、昆虫、古纽伦堡建筑                                     | 蒲公英、尺蠖、蝴蝶                                             | 与肖像相同     | 1991年8月1日 | 1992年10月27日 | 2001年12月31日 | 未定 |
| 200德国马克正面 | 1000德国马克反面 | 1000马克 | 511.29    | 178 × 83 mm    | 深棕色         | 威廉与雅各布·格林、卡塞尔历史建筑                                            | 格林兄弟的《德语词典(Deutsches Wörterbuch)》、柏林的皇家图书馆 | 与肖像相同     | 1991年8月1日 | 1992年10月27日 | 2001年12月31日 | 未定 |
| 增加全息的版本  |                  |          |           |                |                |                                                                              |                                                                |                |              |                |                |      |
|                 |                  | 50马克   | 25.56     | 与之前版本相同 | 与之前版本相同 | 与之前版本相同                                                               | 与之前版本相同                                                 | 与之前版本相同 | 1996年1月2日 | 1998年2月2日   | 2001年12月31日 | 未定 |
|                 |                  | 100马克  | 51.13     | 与之前版本相同 | 与之前版本相同 | 与之前版本相同                                                               | 与之前版本相同                                                 | 与之前版本相同 | 1996年1月2日 | 1997年8月1日   | 2001年12月31日 | 未定 |
|                 |                  | 200马克  | 102.26    | 与之前版本相同 | 与之前版本相同 | 与之前版本相同                                                               | 与之前版本相同                                                 | 与之前版本相同 | 1996年1月2日 | 1997年8月1日   | 2001年12月31日 | 未定 |
|                 |                  |          |           |                |                |                                                                              |                                                                |                |              |                |                |      |

## 拼写与发音
德国通货的名称为 Deutsche Mark（阴性.，德語發音：[ˈdɔʏtʃə ˈmaʁk]）；标准德语中的复数形式与单数形式相同。在德国，形容词“deutsche(德国的)”（“German(德国)”形容词的阴性单数第一格形式）的首字母大写，因为它已经成为专有名词的一部分，同时名词“Mark(马克)”，与所有德语名词一样首字母大写。英语外来语“Deutschmark”的拼写略有不同（可能是由于在英语中不发声结尾e被省去），并且复数形式增加结尾-s。在德国，货币的名称通常缩写为 D-Mark（阴性.，[ˈdeːmaʁk]）或者Mark（阴性.），后面一种形式也在英语中使用。诸如Deutsche Mark、D-Mark和Mark没有复数形式，它们的单数形式被用于描述任何数量的钱（例如eine Mark(1马克)和dreißig Mark(30马克)）。有时，Mark的复数形式Märker[ˈmɛʁkɐ] 在指小形式中，或者在描述（存在或较少的）一定数量的马克硬币或纸币中被使用（例如，Gib mir mal ein paar Märker（给我几马克（纸币或硬币））、Die lieben Märker wieder（又是可爱的钱（带有反讽的口气））。
辅币单位拼写为Pfennig (阳性.；[ˈpfɛnɪç])，与Mark不同的是，它有复数形式Pfennige ([ˈpfɛnɪɡə])，但是单数形式也可以使用，并且没有任何区别。（例如：ein Pfennig(1芬尼)，dreißig Pfennige(30芬尼)或者dreißig  Pfennig(30芬尼))。官方的形式是单数的。

## 储备货币
| 论 编                                      | 2021                                                                                                 | 2020   | 2019   | 2018   | 2017   | 2016   | 2015   | 2014   | 2013   | 2012   | 2011   | 2010   | 2009   | 2008   | 2007   | 2006   | 2005   | 2004   | 2003   | 2002   | 2001   | 2000   | 1995   | 1990   | 1985   | 1980   | 1975   | 1970   | 1965   |
| 美元                                       | 58.81%                                                                                               | 58.92% | 60.75% | 61.76% | 62.73% | 65.36% | 65.73% | 65.14% | 61.24% | 61.47% | 62.59% | 62.14% | 62.05% | 63.77% | 63.87% | 65.04% | 66.51% | 65.51% | 65.45% | 66.50% | 71.51% | 71.13% | 58.96% | 47.14% | 56.66% | 57.88% | 84.61% | 84.85% | 72.93% |
| 欧元 (1999年以前称“欧洲货币单位”)          | 20.64%                                                                                               | 21.29% | 20.59% | 20.67% | 20.17% | 19.14% | 19.14% | 21.20% | 24.20% | 24.05% | 24.40% | 25.71% | 27.66% | 26.21% | 26.14% | 24.99% | 23.89% | 24.68% | 25.03% | 23.65% | 19.18% | 18.29% | 8.53%  | 11.64% | 14.00% | 17.46% |        |        |        |
| 德國馬克(1995年后开始退出国际储备货币地位) | |        |        |        |        |        |        |        |        |        |        |        |        |        |        |        |        |        |        |        |        |        | 15.75% | 19.83% | 13.74% | 12.92% | 6.62%  | 1.94%  | 0.17%  |
| 日圓                                       | 5.57%                                                                                                | 6.03%  | 5.87%  | 5.19%  | 4.90%  | 3.95%  | 3.75%  | 3.54%  | 3.82%  | 4.09%  | 3.61%  | 3.66%  | 2.90%  | 3.47%  | 3.18%  | 3.46%  | 3.96%  | 4.28%  | 4.42%  | 4.94%  | 5.04%  | 6.06%  | 6.77%  | 9.40%  | 8.69%  | 3.93%  | 0.61%  |        |        |
| 英镑                                       | 4.78%                                                                                                | 4.73%  | 4.64%  | 4.43%  | 4.54%  | 4.35%  | 4.71%  | 3.70%  | 3.98%  | 4.04%  | 3.83%  | 3.94%  | 4.25%  | 4.22%  | 4.82%  | 4.52%  | 3.75%  | 3.49%  | 2.86%  | 2.92%  | 2.70%  | 2.75%  | 2.11%  | 2.39%  | 2.03%  | 2.40%  | 3.42%  | 11.36% | 25.76% |
| 人民币                                     | 2.79%                                                                                                | 2.29%  | 1.94%  | 1.89%  | 1.23%  | 1.08%  |        |        |        |        |        |        |        |        |        |        |        |        |        |        |        |        |        |        |        |        |        |        |        |
| 加元                                       | 2.38%                                                                                                | 2.08%  | 1.86%  | 1.84%  | 2.03%  | 1.94%  | 1.77%  | 1.75%  | 1.83%  | 1.42%  |        |        |        |        |        |        |        |        |        |        |        |        |        |        |        |        |        |        |        |
| 法郎(1995年后开始退出国际储备货币地位)     | |        |        |        |        |        |        |        |        |        |        |        |        |        |        |        |        |        |        |        |        |        | 2.35%  | 2.71%  | 0.58%  | 0.97%  | 1.16%  | 0.73%  | 1.11%  |
| 澳元                                       | 1.81%                                                                                                | 1.83%  | 1.70%  | 1.63%  | 1.80%  | 1.69%  | 1.77%  | 1.59%  | 1.82%  | 1.46%  |        |        |        |        |        |        |        |        |        |        |        |        |        |        |        |        |        |        |        |
| 瑞郎                                       | 0.20%                                                                                                | 0.17%  | 0.15%  | 0.14%  | 0.18%  | 0.16%  | 0.27%  | 0.24%  | 0.27%  | 0.21%  | 0.08%  | 0.13%  | 0.12%  | 0.14%  | 0.16%  | 0.17%  | 0.15%  | 0.17%  | 0.23%  | 0.41%  | 0.25%  | 0.27%  | 0.33%  | 0.84%  | 1.40%  | 2.25%  | 1.34%  | 0.61%  |        |
| 荷兰盾(1995年后开始退出国际储备货币地位)   | |        |        |        |        |        |        |        |        |        |        |        |        |        |        |        |        |        |        |        |        |        | 0.32%  | 1.15%  | 0.78%  | 0.89%  | 0.66%  | 0.08%  |        |
| 其他                                       | 3.01%                                                                                                | 2.65%  | 2.51%  | 2.45%  | 2.43%  | 2.33%  | 2.86%  | 2.83%  | 2.84%  | 3.26%  | 5.49%  | 4.43%  | 3.04%  | 2.20%  | 1.83%  | 1.81%  | 1.74%  | 1.87%  | 2.01%  | 1.58%  | 1.31%  | 1.49%  | 4.87%  | 4.89%  | 2.13%  | 1.29%  | 1.58%  | 0.43%  | 0.03%  |
|                                            | Source: World Currency Composition of Official Foreign Exchange Reserves International Monetary Fund |        |        |        |        |        |        |        |        |        |        |        |        |        |        |        |        |        |        |        |        |        |        |        |        |        |        |        |        |